# Andrei Toader
Andrei Rareș Toader (n. 26 mai 1997, Râmnicu Vâlcea, Vâlcea, România) este un atlet român specializat pe aruncarea greutății, laureat cu aur la Campionatul European în sală din 2025 și cu argint la Jocurile Olimpice de Tineret din 2014 și la Campionatul European pentru juniori din 2015.

## Carieră
S-a apucat de atletism urmând exemplul bunicului său, Aurel Berbece, campion național la săritura în înălțime în 1967. În iunie 2016 și-a îndeplinit baremul pentru Jocurile Olimpice de vară din 2016 de la Rio de Janeiro cu o aruncare de 20,54 m la Campionatele Internaționale de Atletism ale României. Astfel a stabilit un nou record național de tineret. În iulie a participat la Campionatul European de seniori, unde s-a clasat pe locul 6 cu o aruncare de 20,26 m. A ratat Jocurile Olimpice, după ce a fost depistat pozitiv la controlul antidoping.
La Universiada din 2019 de la Napoli românul a stabilit un nou record al competiției cu o aruncare de 20,60 m. Însă nu s-a putut prezenta la finală din cauza unui accidentări. Pe 13 iunie 2021 și-a îndeplinit baremul pentru Jocurile Olimpice de la Tokio cu o aruncare de 21,29 m, stabilind un nou record național.
În 2024, a ocupat locul șapte la Campionatul European de la Roma. În același an a participat la Jocurile Olimpice de la Paris.
La Campionatul European în sală din 2025, la Apeldoorn, atletul a cucerit medalia de aur în fața suedezului Wictor Petersson cu o aruncare de 21,27 m, stabilind un nou record național. A fost primul titlu european în sală pentru atletismul românesc, în probe masculine, după Carol Corbu, triplusalt 1973. La Campionatul Mondial de sală din 2025 a obținut locul 7.

## Palmares
| An   | Competiție                                 | Locație                  | Loc | Eveniment | Note    |
| ---- | ------------------------------------------ | ------------------------ | --- | --------- | ------- |
| 2013 | Festivalul Olimpic al Tineretului European | Utrecht, Olanda          | 2   | greutate  | 18,53 m |
| 2013 | Festivalul Olimpic al Tineretului European | Utrecht, Olanda          | 3   | disc      | 56,49 m |
| 2014 | Campionatul Mondial de Juniori (sub 20)    | Eugene, Statele Unite    | 9   | greutate  | 19,18 m |
| 2014 | Jocurile Olimpice de Tineret               | Nanjing, China           | 2   | greutate  | 21,00 m |
| 2015 | Campionatul European de Juniori (sub 20)   | Eskilstuna, Suedia       | 2   | greutate  | 20,78 m |
| 2019 | Universiada                                | Napoli, Italia           | 12  | greutate  | FR      |
| 2021 | Jocurile Olimpice                          | Tokio, Japonia           | 26  | greutate  | 19,81 m |
| 2022 | Campionatul Mondial în sală                | Belgrad, Serbia          | 17  | greutate  | 19,60 m |
| 2022 | Campionatul Mondial                        | Eugene, Statele Unite    | 18  | greutate  | 19,83 m |
| 2022 | Campionatul European                       | München, Germania        | 12  | greutate  | 19,15 m |
| 2023 | Campionatul European în sală               | Istanbul, Turcia         | 9   | greutate  | 20,15 m |
| 2023 | Campionatul Mondial                        | Budapesta, Ungaria       | –   | greutate  | FR      |
| 2024 | Campionatul European                       | Roma, Italia             | 7   | greutate  | 20,43 m |
| 2024 | Jocurile Olimpice                          | Paris, Franța            | 18  | greutate  | 20,24 m |
| 2025 | Campionatul European în sală               | Apeldoorn, Țările de Jos | 1   | greutate  | 21,27 m |
| 2025 | Campionatul Mondial în sală                | Nanjing, China           | 7   | greutate  | 20,64 m |

## Recorduri personale
| Probă                       | Performanță | Dată          | Locație   |
| --------------------------- | ----------- | ------------- | --------- |
| Aruncarea greutății         | 21,29 m RN  | 13 iunie 2021 | Brno      |
| Aruncarea greutății în sală | 21,27 m RN  | 9 martie 2025 | Apeldoorn |

## Legături externe
Materiale media legate de Andrei Toader la Wikimedia Commons
- Andrei Toader la Comitetul Olimpic și Sportiv Român (arhivat)
- en Andrei Toader la World Athletics
- en Andrei Toader la Olympedia.org
- en  Andrei Rareș Toader Arhivat în 13 august 2021, la Wayback Machine. la olympics.com
- en  Andrei Toader la athleticspodium.com